# Mustafa Islamović
Mustafa-efendija Islamović (7. dubna 1880 Sarajevo, Bosna a Hercegovina – 26. dubna Sarajevo, Socialistická federativní republika Jugoslávie) byl bosenskohercegovský soudce a úředník bosňáckého původu.

## Životopis
V rodném městě dokončil základní školu (1896), poté zde navštěvoval Gazi Husrev-begovu medresu, Daru-l-muallimin, muslimskou učitelskou přípravku, a konečně Šarí‘atskou soudní školu (absolvoval 1905). Nato působil jako justiční čekatel u Šarí‘atského soudu v Sarajevu, a přestože 28. června 1908 složil justiční zkoušku, nemohl získat řádné místo. Soudcovskou službu nakonec opustil a nechal se zaměstnat jako úředník ve Vakufsko-meárfickém ředitelství, které spravovalo majetek nadací Islámského společenství v Bosně a Hercegovině. Začátkem roku 1918 se stal tajemníkem ředitelství a na tomto postu setrval až do března 1947, kdy byl penzionován. V letech 1927–1928 byl pověřen výkonem funkce vakufského ředitele.
Mustafa Imamović byl dvakrát ženatý, v prvním manželství se mu narodily dvě dcery, ve druhém syn a dcera. Jeho jediný syn Besim se za druhé světové války přidal k partyzánům na roku 1944 zemřel v obci Lepenica.